# Alf Agar
Alfred „Alf“ Agar (* 28. August 1904 in Esh Winning, County Durham; † 23. März 1989 in Carlisle) war ein englischer Fußballspieler.
Der Rechtsaußen spielte in den 1920ern und 1930ern bei zehn Vereinen in England und Schottland. Alle seine Klubs waren in unterklassigen Ligen aktiv, abgesehen vom schottischen Erstligisten FC Dundee.